# Phaloesia rubriplaga
Phaloesia rubriplaga là một loài bướm đêm thuộc phân họ Arctiinae, họ Erebidae.